# Castello Mediceo

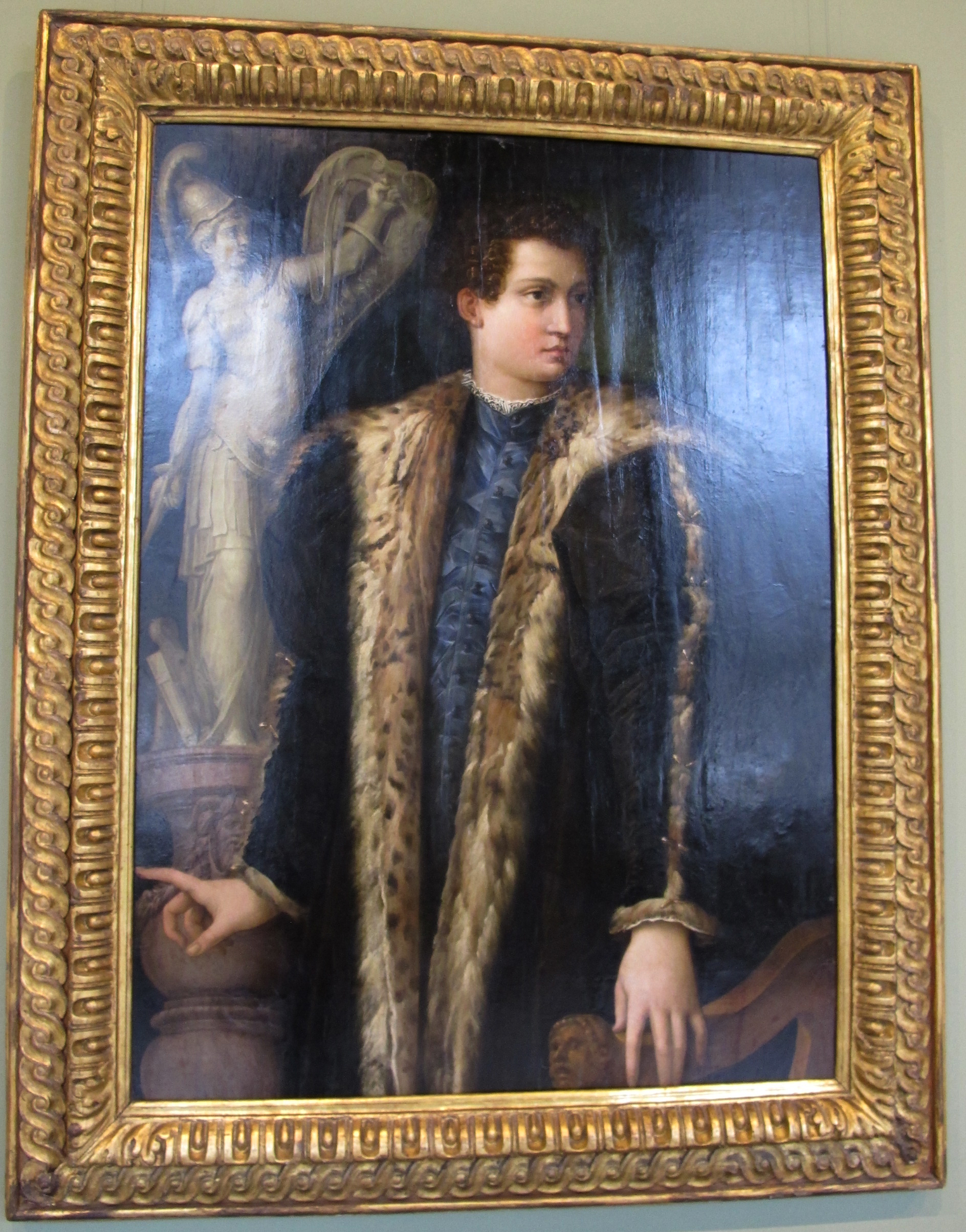
Bernardetto de Medici di Ottajano vestigde zich in Ottaviano

Het Castello Mediceo, Palazzo Mediceo of het Kasteel der Medici bevindt zich in Ottaviano, deelgemeente van de metropolitane stad Napels in Zuid-Italië. Het Castello Mediceo staat aan de vulkaan Vesuvius. Het paleis behoorde drie eeuwen tot de familie de Medici di Ottajano. Deze familie was een zijtak van de heersers van Toscane in Midden-Italië, de familie de Medici. 

## Historiek
Reeds in de 9e tot 14e eeuw bestond op deze plek een slot van Longobardische adel. Paus Gregorius VII verbleef in het slot in het jaar 1085. Karel van Anjou, koning van Napels, verwoestte het slot in 1304.
In 1567 herbouwde Bernaderdetto de Medici het kasteel. Hij kocht de ruïne van Cesare Gonzaga, een edelman van het koninkrijk Napels; Napels maakte deel uit van het Spaanse Rijk. Bernardetto de Medici en zijn vrouw Giulia de Medici waren ver verwant aan de heersende familie de Medici in het hertogdom Toscane. Zijn broer was paus Leo XI. De zijtak van de familie de Medici, met de naam de Medici di Ottajano, verbleef tot in 1892 op het kasteel.
Begin 17e eeuw verkregen ze van de koning van Spanje de titel van prins. Giuseppe I de Medici di Ottajano kreeg later in de 17e eeuw de titel van hertog van Sarno. Het was deze Giuseppe die het Palazzo Mediceo verfraaide tot wat in zijn ogen een landelijk paleis moest zijn. Het is deze versie die bewaard gebleven is.  
Begin 19e eeuw verbleef op het paleis Luigi de Medici di Ottajano (1759-1830). Luigi was minister in het koninkrijk Napels en nam deel aan het Congres van Wenen (1815). Daar onderhandelde hij met koning Ferdinand tot de vorming van het koninkrijk der Beide Siciliën. In 1861, met de eenmaking van Italië, verloor de familie de Medici di Ottajano alle prinselijke en hertogelijke titels. Ze bleven evenwel in het paleis wonen, en dit tot in 1892.
Van 1980 tot 1991 was het kasteel eigendom van Raffaele Cutolo en zijn vastgoedfirma. Cutolo behoorde tot de Camorra van Napels. In 1991 confisqueerde de Italiaanse Staat het Palazzo Mediceo. Het kasteel was onbewoonbaar geworden.
Pas in 2008 kon de gemeente Ottaviano het Palazzo Mediceo in gebruik nemen als deel van het Nationaal park van de Vesuvius (Parco Nazionale del Vesuvio). Het Palazzo Mediceo dient eveneens voor tentoonstellingen.